# Непомнящий, Николай Николаевич
Никола́й Никола́евич Непо́мнящий (род. 29 августа 1955, Москва) — советский и российский писатель, журналист, переводчик и редактор, публицист, путешественник-африканист, член Союза писателей России, член Союз журналистов России. Владеет несколькими языками, в том числе английским, португальским, французским, немецким и фула.

## Биография
Родился в семье фронтовика. Учился в специализированной школе с углублённым изучением немецкого языка. Любимыми предметами были география, зоология и иностранные языки. После школы продолжил образование в Институте стран Азии и Африки при Московском государственном университете, на отделении африканистики.
По окончании института год провёл в командировке в Мозамбике, в качестве переводчика португальского языка. По возвращении в Москву работал корреспондентом и редактором в газетах «За рубежом» и «Неделя», журналах «Ровесник» и «Юный натуралист».
Публицистическую деятельность Непомнящий начал в 1974 году. В 1979 году в литературном альманахе «Океан» (1972—1987) опубликован исторический очерк «Колумб знал, куда он плывёт?». В 1981 году издал свою первую книгу по материалам, собранным во время командировки в Африку — «Колесницы в пустыне». Активно печатался в журналах «Молодая гвардия», «Знание — сила» и «Техника — молодежи» на научно-популярные темы об истории Великих географических открытий и о знаменитых путешественниках.
В феврале 1987 года вошёл в состав редакционной коллегии научно-художественного журнала ЦК ВЛКСМ «Вокруг света» на должности заведующего отделом литературы, а затем стал ответственным секретарём редакции. С 1993 по 1999 годы — шеф-редактор этого журнала.
С 1998 года тесно сотрудничает с издательством «Вече», где регулярно публикуется.
С 2001 года возглавил старую редакцию журнала «Вокруг света», выходившего под эгидой ЮНЕСКО в 2001—2003 годах под названием «Путешествие вокруг света», а с июля 2003 года по декабрь 2007 года — под названием «Путешествие по свету». В 2008 году это печатное издание прекратило существование. С 2011 года Непомнящий стал главным редактором электронного издания «Путешествуем по свету», выходящего на сайте Национального географического общества — журнал является концептуальным преемником старого советского журнала «Вокруг света» (1927—1999).
В разные годы являлся главным редактором газеты «Клады и сокровища» и журнала «Всемирный следопыт» (1998—2012), ответственным редактором газеты «Птичий рынок» и журнала «Загадки истории».
С 2008 года иногда использует псевдоним Николай Николаевич Николаев.
В настоящее время занимается публицистикой и писательской работой. Является авторов и составителем свыше 200 книг о путешествиях, загадках истории, природы, человека, о домашних кошках и бабочках. Много путешествует по различным регионам планеты, читает лекции, выступает в качестве эксперта в российских научно-популярных телепрограммах. В рамках исследовательско-публицистического проекта «Истоки цивилизации» издательства «Вече» освещает темы криптозоологии и формирование древних культур.
Женат и имеет детей.

### Ранние публикации
- Колесницы в пустыне. — М.: Наука, 1981. — 199 с.
- Земля гереро. Уроки истории Самуэля Матломбе. — М.: Молодая гвардия, 1985. — 112 с.
- Разгадка близка. О неразгаданных тайнах криптозоологии. — М.: Знание, 1989. — 48 с. — ISBN 5-07-000502-2.
- Так кто же открыл Америку? — М.: Знание, 1990. — 47 с.
- Кузовкин А. С., Непомнящий Н. Н. В объективе — НЛО. — М.: Профиздат, 1991. — 240 с.
- Крик мамонта. Сост. Н. Н. Непомнящий. — М.: Общество по изучению тайн и загадок Земли, 1991. — 222 с. — ISBN 5-86422-070-1.
- Кузовкин А. С., Непомнящий Н. Н. Что случилось с эсминцем «Элдридж»? — М.: Знание, 1991. — 46 с. — ISBN 5-07-001856-6.
- Последние из атлантов. — М.: Общество по изучению тайн и загадок Земли, 1992. — 127 с. — ISBN 5-86422-079-5.
- Кузовкин А. С., Непомнящий Н. Н. Легко ли быть оборотнем? — М.: «Знание», 1992. — 46 с. — ISBN 5-07-002207-5.

### Серия «XX век — Хроника необъяснимого»
- XX век — хроника необъяснимого. Событие за событием. — М.: Олимп-АСТ; Астрель, 1997. — 528 с. — ISBN 5-7390-0265-6.
- XX век — хроника необъяснимого. Год за годом. — М.: Олимп-АСТ; Астрель, 1997. — 429 с. — ISBN 5-7390-0276-1.
- XX век — хроника необъяснимого. Гипотеза за гипотезой. — М.: Олимп-АСТ; Астрель, 2000. — 245 с. — ISBN 5-7390-1007-1, 5-17-001098-2.
- XX век — хроника необъяснимого. Проект «НЛО». — М.: Олимп-АСТ; Астрель, 1998. — 167 с.
- XX век — хроника необъяснимого. Открытие за открытием. — М.: Олимп-АСТ; Астрель, 2000. — 528 с. — ISBN 5-7390-0523-X.
- XX век — хроника необъяснимого. Время — назад. — М.: Олимп-АСТ; Астрель, 2000. — 388 с. — ISBN 5-271-00069-9, 5-8195-0118-7.
- XX век — хроника необъяснимого. Проклятие вещей и проклятые места. — М.: Олимп-АСТ; Астрель, 2000. — 432 с. — ISBN 5-271-00287-X, 5-8195-0083-0, 5-237-04773-4.

### Серия «Энциклопедия загадочного и неведомого»
- Экзотическая зоология. — М.: Олимп-АСТ, 1997. — 560 с. — ISBN 5-7390-0147-1.
- Гигантский морской змей. — М.: Олимп-АСТ; Астрель, 1997. — 185 с. — ISBN 5-7390-0149-8.
- Кунсткамера аномалий. — М.: Олимп-АСТ; Астрель, 1997. — 544 с. — ISBN 5-7390-0497-7, 5-237-01912-9.
- Самые невероятные случаи. — М.: Олимп-АСТ; Астрель, 1998. — 528 с. — ISBN 5-7390-0812-3.
- Необъяснимые явления. — М.: Олимп-АСТ; Астрель, 1998. — 592 с. — ISBN 5-7390-0188-9, 5-7390-0147-1, 5-7841-0428-4.
- По следам великанов. — М.: Олимп-АСТ; Астрель, 1998. — 512 с. — ISBN 5-7390-0768-2, 5-237-00916-6.
- Странники Вселенной. — М.: Олимп-АСТ; Астрель, 1998. — 544 с. — ISBN 5-7390-0764-X.
- Загадки сынов Атлантиды. — М.: АСТ-Олимп, 1999. — 540 с.
- Таинственные исчезновения и перемещения. — М.: Олимп-АСТ; Астрель, 2000. — 77 с. — ISBN 5-271-00412-0, 5-8195-0139-Х.
- Зоопарк диковин нашей планеты. — М.: Олимп-АСТ; Астрель, 2000. — 432 с. — ISBN 5-271-00411-2, 5-8195-0133-0.
- Самые невероятные случаи. — М.: АСТ; Астрель, 2001. — ISBN 5-271-00393-0, 5-17-006068-8.
- Гигантский морской змей. — М.: Олимп-АСТ; Астрель, 2001. — 77 с. — ISBN 5-17-005321-5, 5-8195-0413-5.
- По следам морского змея. — М.: АСТ, Астрель, 2003. — 352 с. — ISBN 5-8195-0445-3; 5-17-006281-8.

### Серия «Тайны древних цивилизаций»
- Тайны древних цивилизаций. — М.: Вече, 2003. — ISBN 5-7838-0950-0.
- Тайны древней Африки. — М.: Вече, 2002. — ISBN 5-94538-213-2.

### Серия «Загадки Третьего рейха»
- Несостоявшиеся фюреры. Гесс и Гейдрих. — М.: Вече, 2004. — ISBN 5-9533-0427-7.
- Зодиак и свастика. Секретные материалы нацизма. — М.: Вече, 2005. — ISBN 5-9533-0450-0.
- Загадки абвера. Тайная война адмирала Канариса. — М.: Вече, 2005. — ISBN 5-9533-1024-2.
- Секретные материалы нацизма: от «Аненэрбе» до золота Шлимана. — М.: Вече, 2007. — ISBN 978-5-9533-2239-3.

### Серия «Таинственные места Земли»
- Хетты. Неизвестная империя Малой Азии. — М.: Вече, 2004. — ISBN 5-9533-0128-6.
- Доисторическая Европа. — М.: Вече, 2004. — ISBN 5-9533-0228-2.
- Неведомая Африка. — М.: Вече, 2004. — ISBN 5-9533-0456-0.
- Остров Пасхи. — М.: Вече, 2005. — ISBN 5-9533-0522-2.

### Серия справочников «100 великих»
- 100 великих загадок XX века. — М.: Вече, 2004. — ISBN 5-94538-470-4.
- 100 великих тайн Второй мировой. — М.: Вече, 2005. — ISBN 5-9533-0572-9.
- 100 великих тайн Древнего мира. — М.: Вече, 2005. — ISBN 5-9533-0804-3.
- 100 великих загадок истории. — М.: Вече, 2005. — ISBN 5-9533-0399-8.
- 100 великих загадок природы. — М.: Вече, 2005. — ISBN 5-9533-0522-2.
- Низовский А. Ю., Непомнящий Н. Н. 100 великих тайн. — М.: Вече, 2005.
- 100 великих событий XX века. — М.: Вече, 2006. — ISBN 5-9533-1618-6.
- 100 великих загадок русской истории. — М.: Вече, 2006. — ISBN 5-9533-1526-0.
- 100 великих рекордов стихий. — М.: Вече, 2007. — ISBN 978-5-9533-2216-4.
- 100 великих феноменов. — М:. Вече, 2007. — ISBN 978-5-9533-2412-0.
- 100 великих загадок живой природы. — М.: Вече, 2007. — 480 с.
- 100 великих кладов. — М.: Вече, 2007.
- 100 великих сокровищ России. — М.: Вече, 2008. — ISBN 978-5-9533-2698-8.
- 100 великих загадок Африки. — М.: Вече, 2008. — ISBN 978-5-9533-3212-5.
- 100 великих тайн Востока. — М.: Вече, 2008. — ISBN 978-5-9533-2919-4.
- Николаев Н. Н. 100 великих загадок истории Франции. — М.: Вече, 2008. — ISBN 978-5-9533-3966-7.
- Николаев Н. Н. 500 великих тайн. — М.: Вече, 2009. — ISBN 978-5-9533-3533-1.
- 100 великих загадок Индии. — М.: Вече, 2010. — 432 с. — ISBN 978-5-9533-4387-9.
- Николаев Н. Н. 500 великих загадок истории. — М.: Вече, 2010. — ISBN 978-5-9533-4375-6.
- 500 великих катастроф. — М.: Вече, 2012. — ISBN 978-5-9533-4546-0.
- 100 великих рекордов живой природы. — М.: Вече, 2012.
- 100 великих русских путешественников. — М.: Вече, 2013. — ISBN 978-5-9533-6066-1.
- 100 великих тайн советской эпохи. — М.: Вече, 2013. — ISBN 978-5-4444-0523-9.
- 100 великих городов древности. — М.: Вече, 2013. — ISBN 978-5-9533-6349-5.
- Николаев Н. Н. 100 великих достопримечательностей Франции. — М.: Вече, 2013. — ISBN 978-5-9533-6064-7.
- Веденеев В. А., Николаев Н. Н. 100 великих курьезов истории. — М.: Вече, 2013. — ISBN 978-5-4444-0747-9.
- Низовский А. Ю., Непомнящий Н. Н. 100 великих приключений. — М.: Вече, 2014. — ISBN 5-9533-1482-5.
- 100 великих загадок современности. — М.: Вече, 2014. — ISBN 978-5-4444-1133-9.
- 100 великих тайн доисторического мира. — М.: Вече, 2014. — ISBN 978-5-4444-1914-4.
- 100 великих мифических существ. — М.: Вече, 2015. — ISBN 978-5-4444-2841-2.
- 100 великих тайн Нового Времени. — М.: Вече, 2015. — ISBN 978-5-4444-2432-2.
- 100 великих идей, изменивших мир. — М.: Вече, 2016. — 416 с. — ISBN 978-5-4444-3544-1.
- 100 великих исчезновений. — М.: Вече, 2016.
- 100 великих крепостей мира.

### Серия «Величайшие тайны мира»
- Величайшие загадки истории. — М.: Вече, 2006. — ISBN 5-9533-0697-0.
- Величайшие загадки XX века. — М.: Вече, 2006. — ISBN 5-9533-0695-4.
- Величайшие загадки аномальных явлений. — М.: Вече, 2006. — ISBN 5-9533-0696-2.
- Величайшие катастрофы мира. Энциклопедический справочник. — М.: Вече, 2008. — ISBN 5-9533-1184-2.
- Величайшие тайны мира. Энциклопедический справочник. — М.: Вече, 2008. — ISBN 5-9533-0760-8.
- Величайшие загадки истории России. — М.: Вече, 2008. — ISBN 978-5-9533-3668-0.

### Серия «Исторический путеводитель»
- Мальдивы, Маврикий, Сейшелы. Жемчужины Индийского океана. — М.: Вече, 2007. — ISBN 978-5-9533-2150-1.
- Израиль. Путешествие за впечатлением и здоровьем. — М.: Вече, 2007. — ISBN 978-5-9533-2487-8.
- Испания, которую мы не знали. — М.: Вече, 2007. — ISBN 978-5-9533-2449-6.
- Замки Франции. Путешествие в глубь времен. — М.: Вече, 2008. — ISBN 978-5-9533-3483-9.
- Хорватия. Под парусом морскими дорогами Далмации. — М.: Вече, 2008. — ISBN 978-5-9533-3602-4.
- Южно-Африканская Республика. Весь мир в одной стране. — М.: Вече, 2010. — ISBN 978-5-9533-4896-6.
- Путешествие на Восток цесаревича Николая. — М.: Вече, 2010. — ISBN 978-5-9533-4480-7.
- Иран. Страна-загадка, открывающаяся миру. — М.: Вече, 2010. — ISBN 978-5-9533-4358-9.
- Стамбул. Новый Вавилон на берегах Босфора. — М.: Вече, 2011. — ISBN 978-5-9533-5642-8.
- Пути Леонардо. От Тосканы до Луары. — М.: Вече, 2011. — ISBN 978-5-9533-5627-5.
- Испания. Перекрёсток тысячелетий. — М.: Вече, 2012. — ISBN 978-5-9533-6602-1.
- Италия. Страна моря и солнца. — М.: Вече, 2015. — ISBN 978-5-4444-7710-6.

### Серия «Библиотека открытий»
- Тайны легендарных животных. — М.: Оникс, 2008. — ISBN 978-5-488-01987-4.
- Тайны удивительных животных. — М.: Оникс, 2009. — ISBN 978-5-488-02139-6.
- Тайны исчезнувших животных. — М.: Оникс, 2009. — ISBN 978-5-488-02209-6.
- Тайны великих цариц. — М.: Оникс, 2010. — ISBN 978-5-488-02634-6.

### Серия «Кунсткамеры тайных знаний»
- Катастрофы и катаклизмы. — М.: Олма-медиа-групп, 2010. — ISBN 978-5-373-03008-3.
- Люди-феномены. — М.: Олма-медиа-групп, 2010. — ISBN 978-5-373-03010-6.
- Таинственные явления и чудеса природы. — М.: Олма-медиа-групп, 2010. — ISBN 978-5-373-03017-5.
- Великие пророки современности. — М.: Олма-медиа-групп, 2010. — ISBN 978-5-373-03020-5.
- Сверхъестественные силы природы. — М.: Олма-медиа-групп, 2011. — ISBN 978-5-373-04152-2.

### Серия «Всемирная история»
- СССР. Зловещие тайны великой эпохи. — М.: Центрполиграф, 2014. — ISBN 978-5-227-04547-8.
- Неизвестная Великая Отечественная. — М.: Центрполиграф, 2014. — ISBN 978-5-227-05081-6.
- Гарем до и после Хюррем. — М.: Центрполиграф, 2014. — ISBN 978-5-227-05108-0.
- Крым. 47 сюжетов о прошлом и будущем. — М.: Центрполиграф, 2014. — ISBN 978-5-227-05123-3.

### Паранормальные явления, мистика
- Книга тайн-4. — М.: Мистерия, 1993. — 440 с.
- Очевидное и невероятное. — М.: Дрофа, 1995. — 320 с.
- Экзотическая зоология. — М.: АСТ; Олимп, 1997. — ISBN 5-7390-0149-8.
- Антология Непознанного. Неведомое, необъяснимое, невероятное. — М.: Прибой, 1998. — ISBN 5-7735-0068-X.
- Таинственные феномены и парадоксы. — М.: Вече, 2002. — ISBN 5-94538-011-3.
- Секретные файлы ФБР. — М.: Вече, 2002. — ISBN 5-7838-1192-0.
- Тайны криптозоологии. — М.: Вече, 2003. — ISBN 5-94538-312-0.
- Люди-феномены. — М.: Пилигрим-пресс, 2003. — ISBN 5-98235-003-6.
- Я познаю мир: НЛО. — М.: АСТ, 2004. — ISBN 5-17-014654-X.
- Великая книга катастроф. — М.: Олма-медиа-групп, 2006. — ISBN 5-373-00693-9.
- Великая книга пророков. — М.: Олма-медиа-групп, 2006. — ISBN 5-94848-234-0.
- Лох-Несс и озёрные чудовища. — М.: Вече, 2006. — ISBN 5-9533-1573-2.
- Тарелки над Кремлем. — М.: Вече, 2008. — ISBN 978-5-9533-2300-0.
- Энциклопедия аномальных явлений мира. — М.: Вече, 2008. — ISBN 5-9533-1149-4.
- Лох-Несс и озёрные чудовища Европы. — М.: Вече, 2015. — ISBN 978-5-4444-2940-2.

### Научно-художественная литература
- Пиастры, пиастры, пиастры… Исторические очерки. — М.: Олимп; АСТ, 1996. — 448 с. — ISBN 5-7390-0287-7.
- Неразгаданные тайны. — Смоленск: Русич, 1996. — 144 с.
- Тайны военной агентуры. — М.: Прибой, 1999. — ISBN 5-7735-0088-4.
- Тайны кладов. — М.: Вече, 1999.— 416 с. — ISBN 5-7838-0440-1.
- Военные катастрофы на море. — М.: Вече, 2001. — ISBN 5-7838-0832-6.
- Боргезе. Чёрный князь людей-торпед. — М.: Вече, 2002. — ISBN 5-7838-1082-7.
- Тайны ушедших веков. — М.: Вече, 2002. — ISBN 5-7838-0949-7.
- Тайны природы. — М.: Вече, 2002. — ISBN 5-7838-1090-8.
- Военные загадки Третьего рейха. — М.: Вече, 2002. — ISBN 5-7838-1123-8.
- Тайны советской эпохи. — М.: Вече, 2003. — ISBN 5-94538-309-0.
- Тайны Нового времени. — М.: Вече, 2001. — ISBN 5-94538-309-0.
- 20 лет неразгаданных тайн. От Гражданской до Отечественной. — М.: Вече, 2003. — ISBN 5-94538-327-9.
- Тайны эпохи рыцарей. — М.: Вече, 2004. — ISBN 5-9533-0570-2.
- Буйство цунами и грядущие катастрофы Земли. — М.: Вече, 2005. — ISBN 5-9533-0428-5.
- Чернобыль. Неизвестные подробности катастрофы. — М.: Вече, 2006. — ISBN 5-9533-1399-3.
- Торкаман А. Э., Бурыгин С., Непомнящий Н. Загадки старой Персии. — Вече. М.. 2010. — ISBN 978-5-9533-4729-7.
- Загадки истории России. — М.: Вече, 2012. — ISBN 978-5-4444-0255-9.
- Запрещённая история, или Колумб Америку не открывал. — М.: Алгоритм, 2013. — ISBN 978-5-4438-0475-0.
- Тайные общества Чёрной Африки. — М.: Вече, 2013. — ISBN 978-5-9533-6330-3.
- Аненербе и высокие технологии Третьего рейха. — М.: Кучково поле, 2014. — ISBN 978-5-9950-0399-1.
- Черные спартанцы. — М.: Директмедиа Паблишинг, 2023. — 208 с. — (Ignotum Populis). — ISBN 978-5-4499-2839-9.

### Книги о животных
- Кошка в вашем доме. — М.: Профиздат, 1990. — 230 с.
- Кошачье царство. — М.: Хоббикнига, 1993. — 192 с.
- 100 кошачьих «почему». — М.: Вагриус, 1993. — 336 с.
- 200 кошачьих «почему». — М.: Вагриус; «Граф Илья Толстой», 1995. — 368 с. — ISBN 5-7027-0208-5.
- Кошка в вашем доме. — М.: Профиздат, 1996. — 216 с.
- 300 кошачьих «почему». — М.: Аркадия, 1996. — 576 с.
- Животные в вашем доме. — М.: Современник, 1997. — 280 с.
- Ваша кошка: содержание, кормление, лечение. — М.: МИЧ; Гамма, 1998. — 512 с.
- Кошачьи тайны. — М.: Фитон+, 1999. — 192 с.
- Бабочки. — М.: Слово, 2001. — ISBN 5-85050-235-1.
- Ваша кошка. — М.: Эксмо-пресс, 2002.
- Ваша любимая кошка. — М.: Дрофа, 2004. — ISBN 5-9555-0486-9.
- Птицы в доме. — М.: Вече, 2004. — ISBN 5-9533-0355-6.
- Декоративные грызуны. — М.: Вече, 2004. — ISBN 5-9533-0264-9.
- Кошки. Породы, стандарты. — М.: Вече, 2005. — ISBN 5-9533-0215-0.
- 500 кошачьих «почему». — М.: Аквариум-принт, 2005.
- Настольная книга аквариумиста. — М.: Вече, 2007. — ISBN 5-9533-1747-6.
- Кошка в вашем доме. — М.: Профиздат, 2011. — ISBN 5-255-01494-X.
- 100 кошачьих «почему». Вопросы и ответы. — М.: Аквариум-Принт, 2012. — ISBN 978-5-4238-0188-5.
- Большой энциклопедический словарь живой природы для детей. — М.: Олма-медиа-групп, 2014. — ISBN 978-5-373-06115-5.
- Персидские кошки. — М.: Аквариум, 2014. — ISBN 5-85684-530-7.
- Кошка. Полное руководство по воспитанию и уходу. — М.: АСТ, 2016. — ISBN 978-5-17-094473-6.

### География, путешествия
- Америка, Австралия и Океания. — М.: Литератур ; Мир книги, 2004. — ISBN 5-8405-0587-0.
- Чудо исцеления: энциклопедия-путеводитель. — М.: Гелеос, 2008. — ISBN 978-5-8189-1302-5.
- Русская Индия. — М.: Вече, 2010. — ISBN 978-5-9533-4386-2.
- Казань (путеводитель). — М.: Вече, 2013. — ISBN 978-5-9533-3742-7.

### Биографии
- Вольф Мессинг. — М.: Вече, 1998.
- Брем. — М.: Вече, 2012. — ISBN 978-5-9533-6140-8.
- Карлос Кастанеда. Путь мага и воина духа. — М.: Вече, 2014. — ISBN 978-5-4444-2322-6.
- Леонардо да Винчи. Опередивший время. — М.: Вече, 2014. — ISBN 978-5-4444-1852-9.

### Лингвистика и языкознание
- Лучшие афоризмы на каждый день. — М.: Олма-медиа-групп, 2013. — ISBN 978-5-373-05181-1.